# Cathy Godbold
Cathy Godbold (1974. szeptember 23. – Melbourne, 2018. május 4.) ausztrál színésznő.

## Filmjei
- More Winners: His Master's Ghost (1990, tv-film)
- Chances (1991, tv-sorozat)
- Otthonunk (Home and Away) (1992, tv-sorozat, 40 epizódban)
- Alex (1992)
- Newlyweds (1993–1994, tv-sorozat, 52 epizódban)
- Blue Heelers: Kisvárosi zsaruk (Blue Heelers) (1994, 2000, tv-sorozat, két epizódban)
- Hey Dad..! (1994, tv-sorozat, egy epizódban)
- Neighbours (1997, tv-sorozat, négy epizódban)
- A szexbomba (Blonde) (2001, tv-film)
- Fenyvesvölgyi kalandok (The Saddle Club) (2001–2003, tv-sorozat, 32 epizódban)
- The King (2007, tv-film)